# Brad Armstrong
Brad Armstrong (nacido el 23 de septiembre de 1965 en Toronto) es un realizador, productor y actor porno canadiense. Ha ganado en cuatro ocasiones el Premio AVN al mejor director y es conocido por rodar habitualmente producciones porno de alto presupuesto para Wicked.

## Biografía
Tras concluir sus estudios, empieza trabajando como estríper. En 1990 se estrena como actor en Bimbo Bowlers From Boston tras ser invitado al rodaje por Erica Boyer.
Sin embargo, el gran reto de Brad Armstrong es debutar como realizador. Para ello intenta sacar adelante diversos proyectos que avanzan con mucha dificultad por la ausencia de medios económicos. La necesidad de financiación le lleva incluso a vender su casa en Canadá. Finalmente consigue rodar Checkmate junto a su novia de la época Dyanna Lauren. La película es rodada poco antes de que la actriz firmara un contrato en exclusiva con Vivid y el director aprovecha la ocasión para venderla a la productora.
Su primer trabajo como director no pasa desapercibido para la emergente Wicked que le encarga diversos proyectos como Sex Secrets Of A Mistress (1996) o Cover To Cover (1996). Sin ataduras a ninguna compañía el director alterna por lo tanto trabajos tanto para Vivid como para Wicked hasta que ambas le ofrecen un contrato en exclusiva. Temeroso de la competencia que le puede suponer Paul Thomas, (el realizador estrella de Vivid), elige Wicked.
Con Wicked el director se convierte en un experto en rodar producciones de alto presupuesto y tramas elaboradas. De hecho, se manifiesta enemigo del género gonzo.
Entre sus primera películas destacan Conquest (1996) y la futurista Flashpoint (1999).En el 2000 Dream Quest se alza con numerosos premios incluyendo el de mejor DVD del año. Al año siguiente con la apocalíptica Euphoria logra los premios AVN a la mejor película y a la mejor dirección. En 2004 su comedia porno Fluff and Fold acapara hasta 11 nominaciones a los AVN. Ya en 2005 es premiado como mejor director artístico y mejor guionista gracias a The Collector. En 2006 con Curse Eternal, una película ambientada en el Antiguo Egipto son 15 las nominaciones a los AVN las que recibe. En 2007 logra de nuevo el AVN a la mejor dirección gracias a Manhunters.
Junto a su carrera como director, Brad Armstrong también tiene una amplia trayectoria como actor, donde ha participado en más de 200 películas. Es habitual verle protagonizar cintas dirigidas por el mismo.

## Vida personal
Se lo conocen hasta tres matrimonios, todos ellos con actrices porno muy famosas como son Dyanna Lauren, Jenna Jameson y Jessica Drake. Esta última es su esposa actualmente.

## Premios
- 2002 Premios AVN Mejor película - Euphoria
- 2002 Premios AVN Mejor director por - Euphoria
- 2002 Premios AVN Mejor actor - Falling From Grace (con Sydnee Steele)
- 2005 Premios AVN Mejor dirección artística (Video) - The Collector
- 2007 Premios AVN Mejor director por Manhunters
- 2007 Premios AVN Mejor guion por Manhunters
- 2008 Premios AVN Mejor actor Coming Home[4]
- 2008 XRCO Award Mejor director del año de películas Feature
- 2009 Premio AVN Mejor director del año.[5]
- 2009 Premio AVN Mejor escena de doble penetración junto a Jessica Drake y Eric Masterson.[5]
- 2011 Premio AVN Mejor director por - Speed.[6]
- AVN Hall of Fame desde 2004